# Società Sportiva Ischia Isolaverde 2013-2014
Questa voce raccoglie le informazioni riguardanti la Società Sportiva Ischia Isolaverde nelle competizioni ufficiali della stagione 2013-2014.

## Stagione
Nel 2013-2014 l'Ischia Isolaverde prende parte alla sua 6ª stagione di Serie C2\Lega Pro Seconda Divisione, la 16ª nei professionisti. La stagione parte con la riconferma di mister Campilongo e di gran parte del gruppo fresco vincitore del girone H della Serie D e dello Scudetto Dilettanti.
La sede del ritiro precampionato è Roccaraso in Abruzzo, dove la squadra resta dal 20 luglio al 10 agosto. Nelle quattro amichevoli ivi disputate, l'Ischia supera 11-0 il Vastogirardi, formazione che milita in Eccellenza Molise, quindi vince 4-0 con il Mariano Keller, squadra campana di Serie D e supera per 2-1 anche la Primavera della Lazio prima di battera anche il Sulmona per 6-0. Dopo il ritiro, i gialloblù prendono parte per il secondo anno consecutivo al "Torneo dell'amicizia", evento organizzato dal Gaeta, che i gialloblù si aggiudicano per la seconda volta battendo per 1-0 i laziali sul neutro di Sperlonga. L'ultima amichevole precampionato i gialloblù l'hanno disputata contro la squadra di disoccupati del Team Napoli Soccer vincendo per 4-0.
La stagione ufficiale parte invece con la vittoria in Coppa Italia ai danni del Cosenza (2-0), mentre alla prima giornata di campionato l'Ischia strappa un pareggio a reti bianche in casa del Messina.

## Divise e sponsor
Terminato il contratto con la Zeus Sport il nuovo sponsor tecnico dell'Ischia è la Givova con la quale la società stipula un contratto triennale. Tre gli sponsor che compaiono sulle maglie: ai marchi Carpisa e Yamamay, partners dei gialloblù per il terzo anno consecutivo, si affianca quello del Caffè Motta.
| Casa | Trasferta | Terza divisa |

## Organigramma societario
Dal sito web ufficiale della società.
Area direttiva
- Presidente: Raffaele Carlino
- Presidente onorario: Dino Celentano
- Vice Presidente: Roberto Maione
- Amministratore delegato: Maurizio Fusco

Area organizzativa
- Segretario generale: Pino Iodice
- Direttore affari societari: Giancarlo Senese

Area marketing
- Responsabile marketing: Egidio Rambone

Area comunicazione
- Ufficio stampa: Mario Corcione

Area tecnica
- Direttore Sportivo: Giuseppe Iodice
- Team manager: Raffaele Giustiniani
- Allenatore: Salvatore Campilongo, poi, Antonio Porta
- Allenatore in seconda: Raffaele Di Napoli
- Collaboratore tecnico: Marco Arno
- Preparatore atletico: prof. Nicola Albarella
- Preparatore dei portieri: Franco Cotugno

Area sanitaria
- Medico sociale: Camillo Agnano
- Fisioterapista: Mario Aurino
- Massaggiatore: Gennaro De Novellis

## Rosa
Rosa aggiornata al 10 febbraio 2014 
| N. |                   | Ruolo | Calciatore                     |
| -- | ----------------- | ----- | ------------------------------ |
|    | Italia (bandiera) | P     | Luigi Mennella (vice capitano) |
|    | Italia (bandiera) | P     | Luca Taglialatela              |
|    | Italia (bandiera) | D     | Luciano Arzeo                  |
|    | Italia (bandiera) | D     | Mario Finizio                  |
|    | Italia (bandiera) | D     | Andrea Impagliazzo             |
|    | Italia (bandiera) | D     | Giuseppe Mattera (capitano)    |
|    | Italia (bandiera) | D     | Ivan Pedrelli                  |
|    | Italia (bandiera) | D     | Paolo Tricoli                  |
|    | Italia (bandiera) | D     | Pasquale Rainone               |
|    | Italia (bandiera) | D     | Fabio Tito                     |
|    | Italia (bandiera) | C     | Gerardo Alfano                 |
|    | Italia (bandiera) | C     | Gennaro Armeno                 |
|    | Italia (bandiera) | C     | Mario Di Maio                  |

| N. |                   | Ruolo | Calciatore           |
| -- | ----------------- | ----- | -------------------- |
|    | Italia (bandiera) | C     | Carmine Marinaro     |
|    | Italia (bandiera) | C     | Davide Trofa         |
|    | Italia (bandiera) | C     | Alberto De Francesco |
|    | Italia (bandiera) | C     | Roberto Falagario    |
|    | Italia (bandiera) | C     | Crescenzo Liccardo   |
|    | Italia (bandiera) | C     | Carmine Muro         |
|    | Italia (bandiera) | C     | Gianni Conte         |
|    | Italia (bandiera) | A     | Evangelista Cunzi    |
|    | Italia (bandiera) | A     | Lorenzo Longo        |
|    | Italia (bandiera) | A     | Angelo Scalzone      |
|    | Italia (bandiera) | A     | Daniele Crimaldi     |
|    | Italia (bandiera) | A     | Nicolas Lozzi        |
|    | Italia (bandiera) | A     | Manuel Spadafora     |

## Calciomercato

### Sessione estiva
| Acquisti | Acquisti             | Acquisti       | Acquisti          |
| R.       | Nome                 | da             | Modalità          |
| -------- | -------------------- | -------------- | ----------------- |
| P        | Pasquale Pane        | Barletta       | svincolato        |
| C        | Crescenzo Liccardo   | Fidelis Andria | svincolato        |
| A        | Gianluca Austoni     | Sampdoria      | comproprietà      |
| A        | Lorenzo Longo        | Bari           | compartecipazione |
| C        | Roberto Falagario    | Bari           | compartecipazione |
| C        | Edoardo Catinali     | L'Aquila       | svincolato        |
| C        | Alberto De Francesco | Lazio          | comproprietà      |
| A        | Umberto Varriale     | Cavese         | svincolato        |
| D        | Andrea De Paola      | Carrarese      |                   |
| P        | Luca Taglialatela    | Casale         | svincolato        |
| A        | Antonio Di Nardo     | Cittadella     | svincolato        |
| D        | Ivan Pedrelli        | Benevento      | definitivo        |
| A        | Antonio Schetter     | Latina         | definitivo        |
| C        | Francesco Mannoni    | Savona         |                   |

| Cessioni | Cessioni            | Cessioni       | Cessioni                         |
| R.       | Nome                | a              | Modalità                         |
| -------- | ------------------- | -------------- | -------------------------------- |
| C        | Vincenzo Platone    | Battipagliese  | svincolato                       |
| D        | Genny Russo         | Taranto        | svincolato                       |
| A        | Massimo Perna       | Torre Neapolis | svincolato                       |
| D        | Filippo Florio      | Torino         | prestito con diritto di riscatto |
| C        | Giuseppe Ausiello   | Arzanese       | svincolato                       |
| P        | Pasquale Despucches |                | svincolato                       |
| P        | Luca Incarnato      |                | svincolato                       |
| D        | Gianfilippo Pulci   | Taranto        | svincolato                       |
| C        | Gianmaria Conci     | Südtirol       | fine prestito                    |
| C        | Luca Magnanelli     | San Marino     | fine prestito                    |
| A        | Salvatore Galizia   |                | svincolato                       |
| A        | Umberto Varriale    | Sambenedettese | svincolato                       |

## Risultati

### Seconda Divisione

#### Girone di andata
| Messina 1º settembre 2013, ore 15:00 CEST 1ª giornata | Messina                 | 0 – 0 referto | Ischia Isolaverde | Stadio San Filippo (2000 spett.)\| Arbitro: \| Luciano (Lamezia Terme) \| |
| Arbitro:                                              | Luciano (Lamezia Terme) |               |                   |                                                                           |

| Ischia 8 settembre 2013, ore 15:00 CEST 2ª giornata | Ischia Isolaverde | 0 – 0 referto | Gavorrano | Stadio Enzo Mazzella (1100 spett.)\| Arbitro: \| Strippoli (Bari) \| |
| Arbitro:                                            | Strippoli (Bari)  |               |           |                                                                      |

| Arbitro: | Ceccarelli (Rimini) |

|           |           |          |
| Cinque 1’ | Marcatori | 4’ Cunzi |

| Arbitro: | Greco (Lecce) |

|  |           |            |
|  | Marcatori | 7’ Porcaro |

| Arbitro: | Tardino (Milano) |

|                 |           |  |
| Idda 47’ (aut.) | Marcatori |  |

| Arbitro: | Rossi (Rovigo) |

|                               |           |  |
| Dimas 34’ Bernardo 57’ (rig.) | Marcatori |  |

| Ischia 13 ottobre 2013, ore 15:00 CEST 7ª giornata | Ischia Isolaverde | 0 – 0 | Sorrento | Stadio Enzo Mazzella |

| Arbitro: | Pierotti (Legnano) |

|                              |           |                   |
| Venitucci 9'’ Cavallaro 36'’ | Marcatori | 6’Nigro 61’ Longo |

| Arbitro: | Vesprini (Macerata) |

|              |           |              |
| Di Nardo 85’ | Marcatori | 3’ Del Sante |

| Arbitro: | Zanonato (Vicenza) |

|                     |           |                     |
| Montella 12’ (rig.) | Marcatori | 37’ Mora 87’ Masini |

| Arbitro: | Baroni (Firenze) |

|            |           |  |
| Armeno 72’ | Marcatori |  |

| Arbitro: | Ranaldi (Tivoli) |

|         |           |         |
| Gai 67’ | Marcatori | 2’ Mora |

| Arbitro: | Strippoli (Bari) |

|                      |           |  |
| Longo 86’ Masini 92’ | Marcatori |  |

| Arbitro: | Colarossi (Roma 2) |

|               |           |                  |
| Calderini 81’ | Marcatori | 88’ De Francesco |

| Arbitro: | Bichisecchi (Livorno) |

|          |           |                           |
| Nigro 6’ | Marcatori | 28’ Tortori 84’ Cardinale |

| Arbitro: | Catona (Reggio Calabria) |

|             |           |          |
| Giannusa 5’ | Marcatori | 7’ Longo |

| Ischia 22 dicembre 2013, ore 14:30 CEST 17ª giornata | Ischia Isolaverde | 0 – 0 | Poggibonsi | Stadio Enzo Mazzella (1.000 spett.)\| Arbitro: \| Martinelli (Roma) \| |
| Arbitro:                                             | Martinelli (Roma) |       |            |                                                                        |

#### Girone di ritorno
| Arbitro: | Giuia (Pisa) |

|             |           |              |
| Austoni 88’ | Marcatori | 18’ Ferreira |

| Arbitro: | Strippoli (Bari) |

|  |           |            |
|  | Marcatori | 89’ Alfano |

| Arbitro: | Ranaldi (Tivoli) |

|  |           |                                |
|  | Marcatori | 50’, 64’ Guidone 70’ Berardino |

| Arbitro: | Perotti (Legnano) |

|  |           |           |
|  | Marcatori | 38’ Cunzi |

| Arbitro: | Giua (Pisa) |

|                                |           |                  |
| Favetta 25’ Mancino 48’ (rig.) | Marcatori | 57’ (rig.) Cunzi |

| Arbitro: | Bertani (Pisa) |

|                         |           |  |
| Muro 15’ Cunzi 20’, 74’ | Marcatori |  |

| Arbitro: | Zanonato (Vicenza) |

|             |           |                                |
| Danucci 70’ | Marcatori | 22’ (rig.) Cunzi 80’ Spadafora |

| Arbitro: | Mancini (Fermo) |

|            |           |  |
| Armeno 75’ | Marcatori |  |

| Arbitro: | Prontera (Bologna) |

|                 |           |          |
| Zampaglione 58’ | Marcatori | 46’ Tito |

| Ischia 9 marzo 2014, ore 14:30 CEST 10ª giornata | Ischia Isolaverde  | 0 – 0 | Aprilia | Stadio Enzo Mazzella\| Arbitro: \| Illuzzi (Molfetta) \| |
| Arbitro:                                         | Illuzzi (Molfetta) |       |         |                                                          |

| Arbitro: | Pelagatti (Arezzo) |

|  |           |            |
|  | Marcatori | 68’ Alfano |

| Ischia 23 marzo 2014, ore 14:30 CEST 12ª giornata | Ischia Isolaverde   | 0 – 0 | Martina | Stadio Enzo Mazzella (1000 spett.)\| Arbitro: \| Vesprini (Macerata) \| |
| Arbitro:                                          | Vesprini (Macerata) |       |         |                                                                         |

| Arbitro: | Lanza (Nichelino) |

|             |           |  |
| Colombo 54’ | Marcatori |  |

| Arbitro: | Pillitteri (Palermo) |

|                       |           |  |
| Rainone 5’ Armeno 71’ | Marcatori |  |

| Arbitro: | Mainardi (Bergamo) |

|             |           |  |
| Dermaku 74’ | Marcatori |  |

| Arbitro: | Formato (Benevento) |

|  |           |                 |
|  | Marcatori | 69’ (rig.) Ripa |

| Arbitro: | Pelagatti (Arezzo) |

|                                                         |           |                                                                  |
| Rebuscini 14’ (rig.) Ferretti 28’, 51’ (rig.), 54’, 57’ | Marcatori | 3’ Rainone 13’ (aut.) Baldassin 40’ Armeno 59’ Cunzi 93’ Finizio |

### Coppa Italia Lega Pro
| Arbitro: | Catona (Reggio Calabria) |

|  |           |                            |
|  | Marcatori | 16’ (rig.) Cunzi 79’ Nigro |

| Arbitro: | Campilungo (Lecce) |

|                              |           |  |
| Di Nardo 10’ Masini 40’, 53’ | Marcatori |  |

| Arbitro: | Colarossi (Roma) |

|                      |           |                   |
| Longo 24’ Masini 28’ | Marcatori | 62’ (aut.) Masini |

| Arbitro: | Balice (Termoli) |

|            |           |  |
| Masini 53’ | Marcatori |  |

| Ischia 6 novembre 2013, ore 15:00 CET Terzo turno - 1ª giornata | Ischia Isolaverde   | 0 – 0 referto | Frosinone | Stadio Enzo Mazzella\| Arbitro: \| Formato (Benevento) \| |
| Arbitro:                                                        | Formato (Benevento) |               |           |                                                           |

| Arbitro: | Casaluci (Lecce) |

|                  |           |                  |
| Ginestra 8’, 44’ | Marcatori | 20’ De Francesco |

## Statistiche
Statistiche aggiornate all'8 maggio 2014.

### Statistiche di squadra
| Competizione               | Punti | In casa | In casa | In casa | In casa | In casa | In casa | In trasferta | In trasferta | In trasferta | In trasferta | In trasferta | In trasferta | Totale | Totale | Totale | Totale | Totale | Totale | DR  |
| Competizione               | Punti | G       | V       | N       | P       | Gf      | Gs      | G            | V            | N            | P            | Gf           | Gs           | G      | V      | N      | P      | Gf     | Gs     | DR  |
| -------------------------- | ----- | ------- | ------- | ------- | ------- | ------- | ------- | ------------ | ------------ | ------------ | ------------ | ------------ | ------------ | ------ | ------ | ------ | ------ | ------ | ------ | --- |
| Lega Pro Seconda Divisione | 48    | 17      | 6       | 7       | 4       | 13      | 9       | 17           | 5            | 8            | 4            | 20           | 20           | 34     | 11     | 15     | 8      | 33     | 29     | +4  |
| Coppa Italia Lega Pro      | -     | 4       | 3       | 1       | 0       | 6       | 1       | 2            | 1            | 0            | 1            | 3            | 2            | 6      | 4      | 1      | 1      | 9      | 3      | +6  |
| Totale                     | -     | 21      | 9       | 8       | 4       | 19      | 10      | 19           | 6            | 8            | 5            | 23           | 22           | 40     | 15     | 16     | 9      | 42     | 32     | +10 |

### Andamento in campionato
| Giornata  | 1 | 2 | 3 | 4  | 5  | 6  | 7  | 8  | 9  | 10 | 11 | 12 | 13 | 14 | 15 | 16 | 17 | 18 | 19 | 20 | 21 | 22 | 23 | 24 | 25 | 26 | 27 | 28 | 29 | 30 | 31 | 32 | 33 | 34 |
| --------- | - | - | - | -- | -- | -- | -- | -- | -- | -- | -- | -- | -- | -- | -- | -- | -- | -- | -- | -- | -- | -- | -- | -- | -- | -- | -- | -- | -- | -- | -- | -- | -- | -- |
| Luogo     | T | C | T | C  | C  | T  | C  | T  | C  | T  | C  | T  | C  | T  | C  | T  | C  | C  | T  | C  | T  | T  | C  | T  | C  | T  | C  | T  | C  | T  | C  | T  | C  | T  |
| Risultato | N | N | N | P  | V  | P  | N  | N  | N  | V  | V  | N  | V  | N  | P  | N  | N  | N  | V  | P  | V  | P  | V  | V  | V  | N  | N  | V  | N  | P  | V  | P  | P  | N  |
| Posizione | 2 | 4 | 5 | 16 | 10 | 15 | 13 | 14 | 14 | 13 | 10 | 9  | 8  | 6  | 8  | 11 | 9  | 9  | 8  | 9  | 6  | 9  | 7  | 6  | 5  | 5  | 5  | 5  | 5  | 7  | 6  | 7  | 7  | 7  |

Fonte:  Lega Pro Seconda Divisione – Statistiche, su lega-pro.com, Lega Pro.
Legenda:

Luogo: C = Casa; T = Trasferta. Risultato: V = Vittoria; N = Pareggio; P = Sconfitta.

### Statistiche dei giocatori
| Giocatore       | Lega Pro Seconda Divisione | Lega Pro Seconda Divisione | Lega Pro Seconda Divisione | Lega Pro Seconda Divisione | Coppa Italia Lega Pro | Coppa Italia Lega Pro | Coppa Italia Lega Pro | Coppa Italia Lega Pro | Altro    | Altro | Altro       | Altro      | Totale   | Totale | Totale      | Totale     |
| Giocatore       | Presenze                   | Reti                       | Ammonizioni                | Espulsioni                 | Presenze              | Reti                  | Ammonizioni           | Espulsioni            | Presenze | Reti  | Ammonizioni | Espulsioni | Presenze | Reti   | Ammonizioni | Espulsioni |
| --------------- | -------------------------- | -------------------------- | -------------------------- | -------------------------- | --------------------- | --------------------- | --------------------- | --------------------- | -------- | ----- | ----------- | ---------- | -------- | ------ | ----------- | ---------- |
| G. Alfano       | 25                         | 2                          | 9                          | 1                          | 6                     | -                     | -                     | -                     | -        | -     | -           | -          | 31       | 2      | 9           | 1          |
| A. Arcamone     | 5                          | -                          | -                          | -                          | 3                     | -                     | -                     | -                     | -        | -     | -           | -          | 8        | -      | -           | -          |
| G. Armeno       | 26                         | 4                          | 3                          | -                          | 4                     | -                     | 3                     | -                     | -        | -     | -           | -          | 30       | 4      | 6           | -          |
| G. Austoni      | 13                         | 1                          | 2                          | 1                          | 6                     | -                     | -                     | -                     | -        | -     | -           | -          | 19       | 1      | 2           | 1          |
| P. Cascone      | 15                         | -                          | 4                          | -                          | 3                     | -                     | -                     | -                     | -        | -     | -           | -          | 18       | -      | 4           | -          |
| E. Catinali     | 9                          | -                          | 2                          | -                          | 1                     | -                     | -                     | -                     | -        | -     | -           | -          | 10       | -      | 2           | -          |
| G. Conte        | 1                          | -                          | -                          | -                          | -                     | -                     | -                     | -                     | -        | -     | -           | -          | 1        | -      | -           | -          |
| D. Crimaldi     | 7                          | -                          | -                          | -                          | -                     | -                     | -                     | -                     | -        | -     | -           | -          | 7        | -      | -           | -          |
| Cucinotta       | -                          | -                          | -                          | -                          | 1                     | -                     | -                     | -                     | -        | -     | -           | -          | 1        | -      | -           | -          |
| E. Cunzi        | 22                         | 7                          | 8                          | 1                          | 3                     | 1                     | -                     | -                     | -        | -     | -           | -          | 25       | 8      | 8           | 1          |
| A. De Francesco | 24                         | 1                          | 7                          | -                          | 4                     | 1                     | -                     | -                     | -        | -     | -           | -          | 28       | 2      | 7           | -          |
| De Giorgi       | -                          | -                          | -                          | -                          | 2                     | -                     | 1                     | -                     | -        | -     | -           | -          | 2        | -      | 1           | -          |
| M. Di Maio      | 4                          | -                          | -                          | -                          | -                     | -                     | -                     | -                     | -        | -     | -           | -          | 4        | -      | -           | -          |
| A. Di Nardo     | 14                         | 1                          | -                          | -                          | 2                     | 1                     | -                     | -                     | -        | -     | -           | -          | 16       | 2      | -           | -          |
| R. Falagario    | 2                          | -                          | -                          | -                          | 1                     | -                     | 1                     | -                     | -        | -     | -           | -          | 3        | -      | 1           | -          |
| M. Finizio      | 22                         | 1                          | 5                          | 1                          | 5                     | -                     | -                     | -                     | -        | -     | -           | -          | 27       | 1      | 5           | 1          |
| F. Florio       | 2                          | -                          | 1                          | -                          | -                     | -                     | -                     | -                     | -        | -     | -           | -          | 2        | -      | 1           | -          |
| A. Impagliazzo  | 7                          | -                          | 1                          | -                          | -                     | -                     | -                     | -                     | -        | -     | -           | -          | 7        | -      | 1           | -          |
| C. Liccardo     | 22                         | -                          | 3                          | -                          | 6                     | -                     | 2                     | -                     | -        | -     | -           | -          | 28       | -      | 5           | -          |
| L. Longo        | 23                         | 3                          | -                          | -                          | 6                     | 1                     | 1                     | -                     | -        | -     | -           | -          | 29       | 4      | 1           | -          |
| V. Maione       | 3                          | -                          | -                          | -                          | -                     | -                     | -                     | -                     | -        | -     | -           | -          | 3        | -      | -           | -          |
| C. Marinaro     | 1                          | -                          | -                          | -                          | -                     | -                     | -                     | -                     | -        | -     | -           | -          | 1        | -      | -           | -          |
| G. Masini       | 18                         | 2                          | 2                          | -                          | 6                     | 4                     | 1                     | -                     | -        | -     | -           | -          | 24       | 6      | 3           | -          |
| G. Mattera      | 30                         | -                          | 4                          | 2                          | 2                     | -                     | -                     | -                     | -        | -     | -           | -          | 32       | -      | 4           | 2          |
| L. Mennella     | 17                         | -9                         | 3                          | -                          | 3                     | -2                    | -                     | -                     | -        | -     | -           | -          | 20       | -11    | 3           | -          |
| N. Mora         | 11                         | 2                          | 4                          | -                          | 3                     | -                     | 1                     | -                     | -        | -     | -           | -          | 14       | 2      | 5           | -          |
| C. Muro         | 6                          | 1                          | -                          | -                          | -                     | -                     | -                     | -                     | -        | -     | -           | -          | 6        | 1      | -           | -          |
| E. Nigro        | 19                         | 2                          | 7                          | -                          | 2                     | 1                     | -                     | -                     | -        | -     | -           | -          | 21       | 3      | 7           | -          |
| P. Pane         | 16                         | -15                        | 1                          | -                          | 3                     | -1                    | -                     | -                     | -        | -     | -           | -          | 19       | -16    | 1           | -          |
| I. Pedrelli     | 13                         | -                          | 4                          | -                          | 2                     | -                     | -                     | -                     | -        | -     | -           | -          | 15       | -      | 4           | -          |
| P. Rainone      | 17                         | 2                          | 4                          | -                          | 5                     | -                     | 2                     | -                     | -        | -     | -           | -          | 22       | 2      | 6           | -          |
| A. Scalzone     | 11                         | 1                          | 2                          | -                          | -                     | -                     | -                     | -                     | -        | -     | -           | -          | 11       | 1      | 2           | -          |
| A. Schetter     | 14                         | -                          | 6                          | 1                          | 2                     | -                     | -                     | -                     | -        | -     | -           | -          | 16       | -      | 6           | 1          |
| M. Spadafora    | 3                          | 1                          | -                          | -                          | -                     | -                     | -                     | -                     | -        | -     | -           | -          | 3        | 1      | -           | -          |
| L. Taglialatela | 2                          | -5                         | -                          | -                          | -                     | -                     | -                     | -                     | -        | -     | -           | -          | 2        | -5     | -           | -          |
| F. Tito         | 30                         | 1                          | 6                          | 1                          | 3                     | -                     | -                     | -                     | -        | -     | -           | -          | 33       | 1      | 6           | 1          |
| P. Tricoli      | 6                          | -                          | 1                          | -                          | -                     | -                     | -                     | -                     | -        | -     | -           | -          | 6        | -      | 1           | -          |
| D. Trofa        | 11                         | -                          | -                          | -                          | -                     | -                     | -                     | -                     | -        | -     | -           | -          | 11       | -      | -           | -          |

## Giovanili

### Organigramma societario
Area direttiva
- Responsabile: Remo Luzi
- Coordinatore tecnico: Antonio Porta
- Segretario: Vincenzo Mattera

Area tecnica
- Allenatore Berretti: Nunzio Gagliotti
- Allenatore Allievi Nazionali: Antonio Porta
- Allenatore Giovanissimi Nazionali: Giuseppe Fusaro
- Allenatore Esordienti: Giacomo Spera

### Piazzamenti
- Berretti:
  - Campionato:
- Allievi Nazionali:
  - Campionato:
- Giovanissimi Nazionali:
  - Campionato:
- Esordienti:
  - Campionato: